# Lauri Ingman
Lars (Lauri) Johannes Ingman (Teuva, 30 giugno 1868 – Turku, 25 ottobre 1934) è stato un politico, teologo e arcivescovo luterano finlandese, due volte primo ministro nel 1918-1919 e nel 1924-1925.
Membro del Partito di Coalizione Nazionale (di orientamento conservatore), dal 1916 al 1930 fu professore di teologia all'Università di Helsinki.
Nel 1930 venne nominato arcivescovo di Turku, capo della Chiesa evangelica luterana di Finlandia.